# Fekete Balázs (játékvezető)
Fekete Balázs Dr. (Budapest, 1972. június 18. –) magyar nemzetközi  vízilabda-játékvezető. Polgári foglalkozása állatorvos.

## Pályafutása

### Sportegyesületei
Sportolóként az úszást és a vízilabdát művelte.
- Központi Sport- és Ifjúsági Egyesület (KSI)
- Vasas SC
- Orvosegyetem SC (OSC)
- Bánki Donát VE

#### Nemzeti játékvezetés
Egyetemi tanulmányai nem tették lehetővő, hogy rendszeresen edzésekre járjon. Nem kívánt elszakadni sportágától, ezért játékvezetői vizsgát tett.

#### Nemzetközi játékvezetés
A Magyar Vízilabda-szövetség Játékvezető Bizottsága (JB) 2001-ben terjesztette fel nemzetközi játékvezetőnek, az Európai Úszószövetség (LEN) JB bíróinak keretébe. Több nemzetek közötti válogatott és klubmérkőzést vezetett. Első nagyobb felnőtt tornája Szlovéniában Kranj városában volt, ahol a 2003-as férfi vízilabda-Európa-bajnokságon irányíthatott mérkőzést. 2011-ben Új-Zélandon a női Világkupa döntő egyik játékvezetője lehetett.